# Stedelijk Museum Breda
Het Stedelijk Museum Breda is een museum voor erfgoed en geschiedenis van de Noord-Brabantse stad Breda en voor actuele beeldcultuur. Het museum komt voort uit Breda's Museum en het Museum of the Image (MOTI) en werd in het voorjaar van 2017 geopend in het historische Oudemannenhuis, ook bekend als De Beyerd, aan de Boschstraat in Breda.

## Oorsprong

### Breda's Museum
De geschiedenis van Stedelijk Museum Breda gaat terug tot 1903, toen het eerste gemeentelijke museum werd opgericht. Het heeft een rijke collectie opgebouwd omtrent de ontwikkeling van Breda. Daarbij hebben zich deelcollecties gevormd over thema´s als religie, het leger en de industrie. Daarnaast beheerde het museum de stadscollectie van de Gemeente Breda en de collecties van de Vrienden van Breda’s Museum.

### Museum of the Image
Het Museum of the Image was vanaf 2011 het museum voor beeldcultuur. Het is een voortzetting van het Graphic Design Museum dat op zijn beurt ontstond uit De Beyerd. De collectie van MOTI omvat grafische vormgeving en digitale beeldcultuur.

## Topstukken
- Het schilderij Portret van Mary Stuart en haar zoon Willem III van Gerard van Honthorst
- De schilderijen van Petrus van Schendel
- Christus en de Samaritaanse Vrouw bij de Stad Breda, oudste schilderij van een Nederlandse stad[1]
- De 6 stillevens van Jan Hendrik Frederiks uit 1799
- De schilderijen van August Allebé

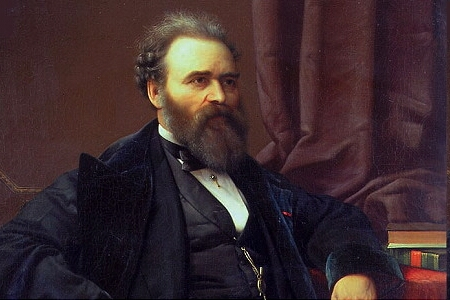
Petrus Van Schendel - Zelfportret in het Stedelijk Museum Breda